# 夫家
夫家或婆家是指夫妻關係中丈夫之原生家庭。
東亞傳統的父系社會，夫家與夫妻關係要比娘家（妻之原生家庭）緊密，夫妻的家庭對婆家有許多經濟、勞動上的義務。

## 婆媳關係
家婆（或作家姑、奶奶、婆婆）就是丈夫之母親，媳婦（或作兒媳、新婦）則為兒子的妻子。在父系社會傳統上，家婆是家中女性中地位最高的，有相當的權力，可以決定家事工作的分配，管理家計等等。夫妻的家庭對婆家有許多經濟、勞動上的義務，妻子對家姑來說就是地位較低的媳婦。
婆媳之間較容易起爭執，稱作「婆媳糾紛」。婆媳糾紛來源包括家婆與媳婦之間，在年齡、經驗、教育、健康狀況、個性、習慣、語言、種族等等方面上的差異。除了個人因素之外，爭執有很大部分來自婆家與夫妻家庭之間各自發展目標的衝突。同時，婆媳關係惡化不時是由於婚姻所造成的家庭關係改變而產生出不協調或不適應情況，如：母子關係的改變、伴侶關係由情侶轉變為夫妻或婆媳及夫妻之間變成同住關係。婆媳关系被公认为一种很难处理的人际关系问题。关于婆媳关系的讨论从古至今从未停止。
在部份傳統文化中，有“男尊女卑”的传统思想，妇女被嫁到夫家庭后，常常会受到夫家的区别对待、歧视、甚至虐待亦是使媳妇在男方家庭基本没有地位，也不拥有任何权利。而婆母雖然自己身為女性，但由於傳統上的身份有著維護丈夫、兒子的責任，於是往往成為直接的施虐者，甚至有些媳婦因為自己也曾受婆母虐待，當自己兒子娶妻後就以同樣方式對待媳婦。虽然，现今部份地區婚姻自由、妇女权利等得到了法律保障，人们的思想观念也变得开放。但这种长期的传统思想和现象仍然影响着不少家庭。

### 关系分析
1、婆媳关系也是一种人际关系。
2、婆媳关系是一种比较特殊、比较难处理的人际关系。因为，一是婆媳共同存在于一个经济利益共同体中，经济和利益要产生矛盾，二是双方都想让事情都由自己来控制，必然要产生矛盾。
3、婆媳相处首先要调整好双方心态，要以沟通交流为主要原则。